# سنت فیلیپ، باربادوس
سنت فیلیپ، باربادوس (به لاتین: Saint Philip, Barbados) یک منطقهٔ مسکونی در باربادوس است.

## خصوصیات
سنت فیلیپ ۶۰ کیلومترمربع مساحت و ۳۰٬۶۶۲ نفر جمعیت دارد.